# Magda Olivero
Pour les articles homonymes, voir Olivero.
Magda Olivero, nom de scène de Maria Maddalena Olivero, née le 25 mars 1910 à Saluces dans le Piémont, et morte le 8 septembre 2014 à Milan, est une cantatrice (soprano) italienne.
« Considérée comme l'une des plus grandes cantatrices du XXe siècle », elle a été « un lien important entre l'âge des compositeurs du vérisme et le théâtre d'opéra moderne ».

## Biographie
Magda Olivero étudie à Turin le piano et le chant avec Luigi Gerussi et Luigi Ricci, et y débute en 1933, dans le rôle de Lauretta de Gianni Schicchi. La même année, elle débute à la Scala de Milan, où elle chante Gilda, Nannetta, Mimi, Butterfly. En 1937, elle aborde à l'Opéra de Rome le rôle d'Elsa dans Lohengrin, puis ajoute  à son répertoire ceux de Violetta, Manon et Liù, tout en créant des œuvres contemporaines de compositeurs tels Franco Alfano et Felice Lattuada. En 1940, elle chante Adriana Lecouvreur de Francesco Cilea, qui deviendra son rôle-fétiche. Ensuite, l'année suivante, se marie avec l'industriel Aldo Busch et abandonne la scène, manifestement lasse du milieu théâtral.
Pendant la Seconde Guerre mondiale, elle donne des concerts, puis revient à la scène en 1951 avec Adriana à la demande de Cilea lui-même, la jugeant irremplaçable dans ce rôle. Elle entreprend alors une seconde carrière qui durera plus de trente ans. Elle chante Margherita de Mefistofele, ainsi que Santuzza, Nedda, Tosca, Giorgetta, Suor Angelica, Fedora et Francesca da Rimini.
Elle paraît à Paris, Bruxelles, Amsterdam, Londres, Édimbourg, Vienne, Dallas, etc., bien qu'elle n'ait jamais été invitée dans des théâtres prestigieux comme l'Opéra de Paris ou la Royal Opera House, et seulement une fois au Wiener Staatsoper, et qu'elle n'ait débuté au Metropolitan Opera de New York qu'en 1975, âgée de 65 ans (dans le rôle de Tosca), grâce à l'insistance de sa grande admiratrice Marilyn Horne sur la direction du théâtre.
La carrière de Olivero demeure un cas particulier pour sa longévité. Elle sut préserver durant 50 ans toute l'intégrité de sa voix grâce à une émission vocale exceptionnelle et au choix rigoureux d'un répertoire fondé principalement sur le répertoire puccinien et la Jeune école italienne, avec quelques Verdi et quelques rôles français, notamment Manon, Marguerite de Faust et la protagoniste de La voix humaine. Sa longévité lui permit de chanter d'abord aux côtés de Tito Schipa ou de Beniamino Gigli, puis plusieurs dizaines d'années plus tard auprès de Placido Domingo et Luciano Pavarotti, et de parrainer les débuts de jeunes chanteurs nés après la Seconde Guerre mondiale. Elle demeure l'une des plus grandes interprètes de l'opéra italien du XXe siècle.